# Andrew Blaser
Andrew Blaser (Boise, 8 mei 1989) is een Amerikaans voormalig skeletonracer.

## Carrière
Blaser deed aan atletiek gedurende zijn jeugd en was ook actief in atletiek op universiteitsniveau. Blaser maakte zijn wereldbekerdebuut in het seizoen 2019/20 met een 22e plaats in het eindklassement. Het jaar erop nam hij niet deel in de wereldbeker maar keerde voor het seizoen 2021/22 terug met een 33e plaats.
Hij maakte zijn debuut op het wereldkampioenschap in 2020 waar hij individueel 27e werd. Op de Olympische Winterspelen in 2022 in Peking wist hij een 21e plaats te halen.

## Resultaten

### Olympische Spelen
| Jaar | Plaats | Resultaat |
| ---- | ------ | --------- |
| 2022 | Peking | 21e       |

### Wereldkampioenschappen
| Jaar | Plaats       | Resultaat                          |
| ---- | ------------ | ---------------------------------- |
| 2020 | Altenberg    | 27e individueel                    |
| 2022 | Sankt Moritz | 25e individueel 8e landenwedstrijd |

### Wereldbeker
Eindklasseringen
| Seizoen   | Rang |
| --------- | ---- |
| 2019/2020 | 22e  |
| 2020/2021 | /    |
| 2021/2022 | 33e  |
| 2022/2023 | 15e  |